# Rempen SZ
| SZ ist das Kürzel für den Kanton Schwyz in der Schweiz. Es wird verwendet, um Verwechslungen mit anderen Einträgen des Namens Rempen zu vermeiden. |

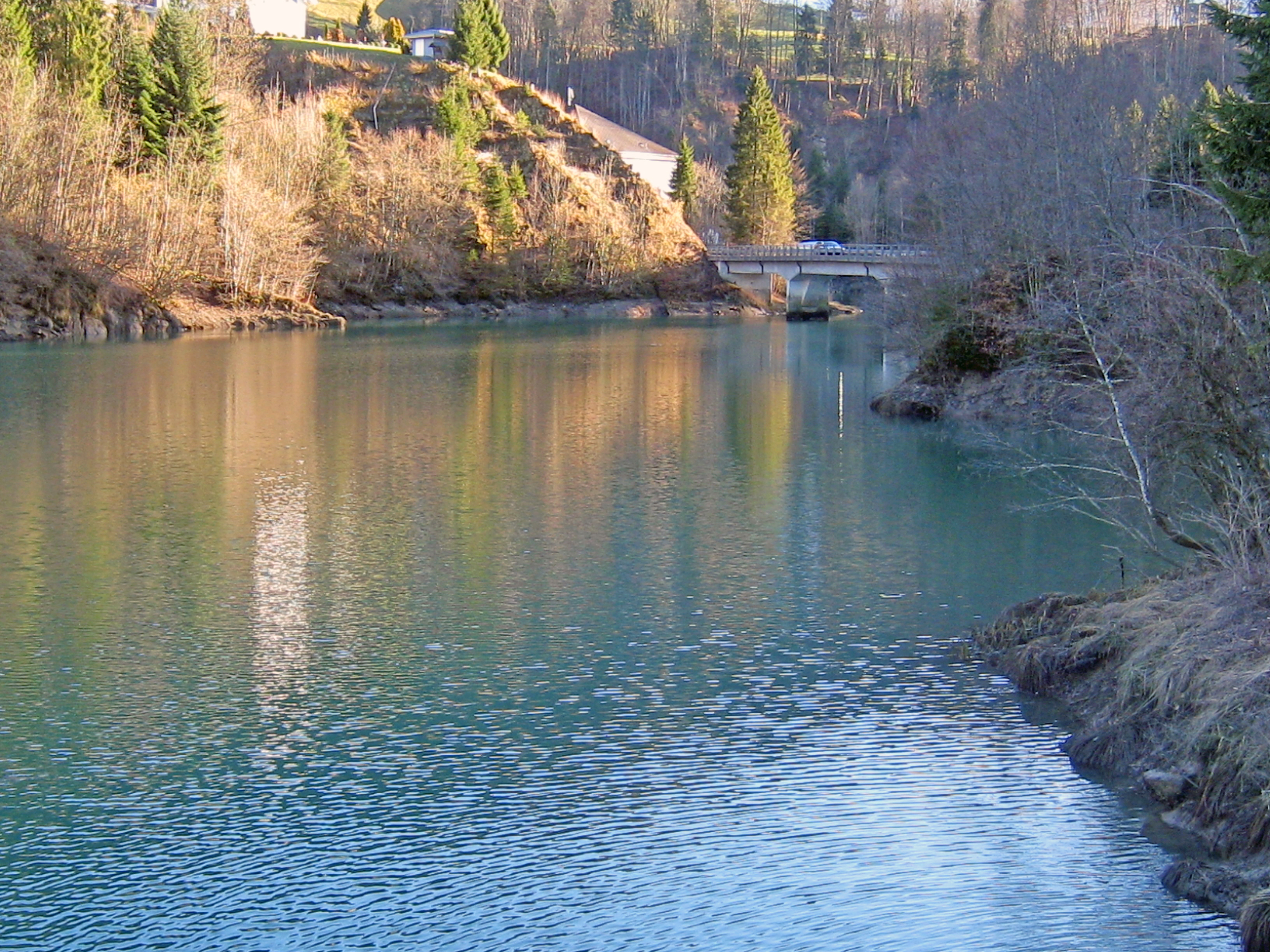
Rämpensee

Rempen ist ein kleiner Weiler auf dem Gebiet der politischen Gemeinde Vorderthal im Kanton Schwyz.

## Geografie
Der Weiler Rempen liegt im Wägital am rechtsufrigen Hang der Wägitaler Aa und etwas oberhalb der Strasse von Siebnen nach Vorderthal auf einer Höhe von etwa 670 m ü. M.

## Kraftwerk
Oberhalb von Rempen befindet sich ein Wasserschloss und Apparatehaus des Kraftwerkes Wägital, welches auch das unterhalb von Rempen stehende Maschinenhaus betreibt. Dort wurde auch der Rämpensee als Ausgleichsbecken angelegt. Dieser wird neben dem Wasser aus den Druckrohren vom Wägitalersee auch durch die Wägitaler Aa gespeist. Die Verbindungsstrasse von Vorderthal nach Siebnen überquert mit einer Brücke den Stausee. Etwas unterhalb von Rempen befindet sich das von  Robert Maillart geschaffene Aquädukt über den Trepsenbach.